# Otto Katz
Otto Katz (27 de mayo de 1895 – 3 de diciembre de 1952), también conocido como André Simone entre otros alias, fue un agente checoslovaco. Fue uno de los agentes más influyentes de la Unión Soviética bajo Stalin en los círculos intelectuales y artísticos occidentales durante las décadas de 1930 y 1940. Fue ahorcado después de ser declarado culpable en el juicio Slánský.
Conocido por sus muchos seudónimos, su seducción, su cinismo y versatilidad, desde París hasta Hollywood, desde Ciudad de México hasta Londres, participó en todas las principales campañas de desinformación de la Komintern en la década de 1930, bajo el liderazgo de Willi Münzenberg, a quien finalmente usurpó después de espiarlo para el NKVD, si se creían los rumores.
Se convirtió en un espía internacional incondicionalmente fiel a Stalin, y a diferencia de algunos de los intelectuales judíos comunistas que dirigían el Komintern en ese momento, aceptó el Pacto germano-soviético y el politburó de Stalin le confió la implementación de políticas secretas. Se sospechaba fuertemente, sin pruebas concluyentes, de su participación como manipulador de Ramón Mercader en el asesinato de León Trotsky, y en el supuesto asesinato de Willi Münzenberg, quien fue encontrado ahorcado en un bosque francés. También se le atribuyen varias purgas, liquidaciones y asesinatos requeridos por Stalin durante la Guerra civil española.

## Biografía

### Primeros años y estudios
La familia judía de habla alemana de Edmund Katz, un exitoso fabricante, el padre del joven Otto, era parte de la próspera comunidad judía en Jistebnice. Leopold Katz, tío de Otto, fue un historiador y abogado famoso por haber descubierto el Himnario Jistebnice, una colección de salmos husitas que pedían reforma. "Leopold se convirtió en un mecenas de la Academia Checa de Artes y Ciencias y líder prominente del movimiento judío checo". La madre de Otto, Františka Piskerová, murió prematuramente en 1900 después de dar a luz a tres hijos (Leopold, llamado así por su tío, en 1891, Robert en 1893 y Otto) y su padre Edmund posteriormente se casó con una alemana, Otilie Schulhof. La familia se mudó a Praga, donde el negocio familiar continuó prosperando y luego se mudó al centro industrial de Pilsen.
Después de estudios clásicos en Praga, donde Otto reveló un don para los idiomas (hablaba con fluidez cinco: alemán, checo, inglés, francés y ruso), se unió a la prestigiosa Academia Imperial de Exportación, que preparaba a los jóvenes para los mejores puestos en el comercio internacional, en 1913, donde quedó fascinado con el caso Redl. No terminó sus estudios y fue enviado por su padre para entrenamiento militar. Durante la Primera Guerra Mundial, se negó a convertirse en oficial debido a las simpatías socialistas desarrolladas en Viena. Movilizado, herido en la noche de Navidad de 1914, desertó dos veces y pasó varios meses bajo arresto en la fortaleza.
Desmovilizado en enero de 1919, Otto trabajó en Pössneck en Turingia antes de unirse a "Meva", una empresa metalúrgica en Praga.

### Vida bohemia
La marcada preferencia del joven Otto era la literatura, el teatro, las actrices bonitas y toda la vida cultural de Praga, que era muy activa en ese momento. Frecuentó cafés de moda como el Arco y el Continental, donde se codeó con la joven intelectualidad que sólo hablaba de revolución social o artística. Ayudado por una asignación pagada regularmente por su padre, Otto frecuentó la vanguardia (Franz Kafka, Max Brod, Franz Werfel) y llevó una vida de placer en 1922 mientras se adhería al Partido Comunista Alemán. Gracias a su asignación, publicó algunos poemas en privado. Rudolf Fuchs, un escritor judío alemán, lo animó a convertirse en escritor. También era cercano a Egon Kisch, con quien compartía puntos de vista políticos comunistas.
Conoció a una actriz izquierdista, Sonya Bogsová, con quien se casó, pero sus actividades comunistas supervisadas por las autoridades de Praga los alentaron a establecerse en Berlín en 1921. A pesar del nacimiento de una hija Petra, el matrimonio fue tenso por el frenesí de la capital alemana en la década de 1920.

### Agitpropcon Willi Münzenberg
A través de una reunión en 1924 con Babette Gross, la hermana de Margarete Buber-Neumann, Otto Katz conoció a Willi Münzenberg, el marido de Babette. Münzenberg vio el potencial de Otto Katz e incluyó dentro de su grupo al joven dandi ansioso por servir a la causa de la Unión Soviética.

### Muerte
Fue juzgado bajo el nombre de André Simone en el juicio de Slánský, condenado y finalmente ahorcado en la prisión de Ruzyně a las 3 de la madrugada del 3 de diciembre de 1952. Su cuerpo fue incinerado y sus cenizas fueron esparcidas junto a una pequeña carretera cerca de Praga.

## En la cultura
Sobre el proceso Slánský, el director Costa-Gavras rodó el film L'Aveu (La Confesión) basado en el homónimo libro de Artur London, uno de los supervivientes del proceso, cuyo guion escribió Jorge Semprún. La película, estrenada en 1970, levantó una gran polémica. En 2000, Zuzana Justman rodó el documental A Trial in Prague dedicado al juicio.